# Sphaeroparia imbecilla
Sphaeroparia imbecilla är en mångfotingart som beskrevs av Broelemann 1920. Sphaeroparia imbecilla ingår i släktet Sphaeroparia och familjen Fuhrmannodesmidae. Inga underarter finns listade i Catalogue of Life.